# Найджел Вортінгтон
Найджел Вортінгтон (англ. Nigel Worthington, нар. 4 листопада 1961, Беллімена) — північноірландський футболіст, лівий захисник, по завершенні ігрової кар'єри — футбольний тренер.
Як гравець насамперед відомий виступами за клуб «Шеффілд Венсдей», а також національну збірну Північної Ірландії.

## Клубна кар'єра
У дорослому футболі дебютував 1980 року виступами за команду клубу «Беллімена Юнайтед», в якій провів один сезон.
Протягом 1981—1983 років захищав кольори команди клубу «Ноттс Каунті».
Своєю грою за останню команду привернув увагу представників тренерського штабу клубу «Шеффілд Венсдей», до складу якого приєднався 1983 року. Відіграв за команду з Шеффілда наступні одинадцять сезонів своєї ігрової кар'єри. Більшість часу, проведеного у складі «Шеффілд Венсдей», був основним гравцем команди.
Згодом з 1994 по 1997 рік грав у складі команд клубів «Лідс Юнайтед» та «Сток Сіті».
Завершив професійну ігрову кар'єру у клубі «Блекпул», за команду якого виступав протягом 1997—1998 років.

## Виступи за збірну
У 1984 році дебютував в офіційних матчах у складі національної збірної Північної Ірландії. Протягом кар'єри у національній команді, яка тривала 14 років, провів у формі головної команди країни 66 матчів.
У складі збірної був учасником чемпіонату світу 1986 року у Мексиці.

## Кар'єра тренера
Розпочав тренерську кар'єру, ще продовжуючи грати на полі, 1997 року, очоливши тренерський штаб клубу «Блекпул».
Надалі очолював команди клубів «Норвіч Сіті» та «Лестер Сіті».
Наразі останнім місцем тренерської роботи була збірна Північної Ірландії, яку Найджел Вортінгтон очолював як головний тренер до 2011 року.

## Титули і досягнення
- Володар Кубка Футбольної ліги (1):

«Шеффілд Венсдей»: 1990-91